# Buxar (Distrikt)
Der Distrikt Buxar (Hindi बक्सर जिला, Urdu بکسر ضلع) ist ein Distrikt im indischen Bundesstaat Bihar. Sitz der Verwaltung ist die Stadt Buxar.

## Geographie und Klima
Der Distrikt liegt in der weiteren Ganges-Ebene im Westen Bihars an der Grenze zu Uttar Pradesh. Die angrenzenden Distrikte sind Bhojpur im Osten, Rohtas im Süden, Kaimur im Südwesten, Ballia im Norden, sowie Ghazipur im Nordwesten und Westen (letztere beide in Uttar Pradesh). Die Topographie des Distrikts ist größtenteils flach und entspricht einer Schwemmebene. Die natürliche Nordostgrenze des Distrikts wird vom Ganges markiert und ein Teil der Westgrenze vom Fluss Karmanasa, einem rechten Zufluss des Ganges. Im Distrikt gibt es noch mehrere kleine Fließgewässer, die größtenteils nur jahreszeitenabhängig Wasser führen.
Das Klima entspricht einem Monsunklima. Es können vier Jahreszeiten unterschieden werden: die Zeit des Südwestmonsuns (Juni bis September), die Zeit des Nordostmonsuns (Oktober bis Dezember), der Winter (Januar bis März) und der Sommer (April bis Mai). Der Sommer kündigt sich in der Regel ab Mitte März mit einem von Staubstürmen begleiteten Westwind an. Im Sommer können die Temperaturen bis auf maximal 45 °C steigen. Im Winter liegen die Minimaltemperaturen bei 4 °C. Der Jahresniederschlag lag in den Jahren 2006 bis 2012 durchschnittlich bei 992 mm, wobei 861 mm (87 %) in der Südwestmonsunzeit niedergingen. Die anderen Jahreszeiten sind dementsprechend trocken.

## Geschichte

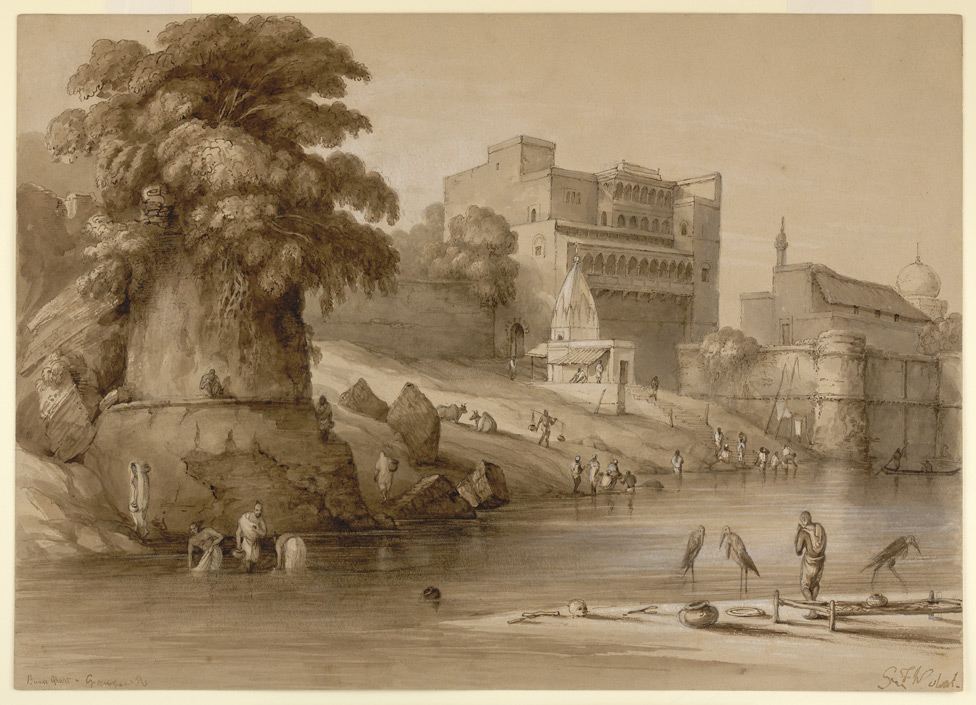
Buxar Fort in einer Sepia-Lavierung von George Francis White (1830)

Im heutigen Distrikt Buxar fanden zwei historisch folgenreiche Schlachten statt. Am 26. Juni 1539 trafen  die Heere des Großmogul Humayun und die des afghanischen Heerführers Sher Shah Suri in der Schlacht von Chausa aufeinander. Die Schlacht endete mit einer Niederlage Humayuns, der daraufhin vorübergehend nach Persien fliehen musste. Sher Shah Suri rief sich zum Großmogul aus und begründete damit die kurzlebige Suriden-Dynastie. Die zweite Schlacht fand am 22./23. Oktober 1764 bei der heutigen Stadt Buxar statt. Hier standen sich die Truppen der Britischen Ostindien-Kompanie und die Armee des Mogulreichs gegenüber. Die Schlacht endete mit einem Sieg der Briten und das Mogulreich musste der Kompanie weitgehende Rechte in Bengalen, Bihar und Odisha zugestehen, die letztlich später zur vollständigen Annexion dieser Gebiete durch die Kompanie führten. Im Juli 1787 wurde der Distrikt Shahabad als Verwaltungseinheit gebildet, der den heutigen Distrikt Buxar und weitere Gebiete umfasste. Der Distrikt Shahabad bestand als Verwaltungseinheit auch im unabhängigen Indien (ab 1947) weiter fort, wurde aber am 7. November 1972 in die beiden Distrikte Bhojpur und Rohtas aufgeteilt. Am 17. März 1991 entstand aus Teilen von Bhojpur der Distrikt Buxar.

## Bevölkerung

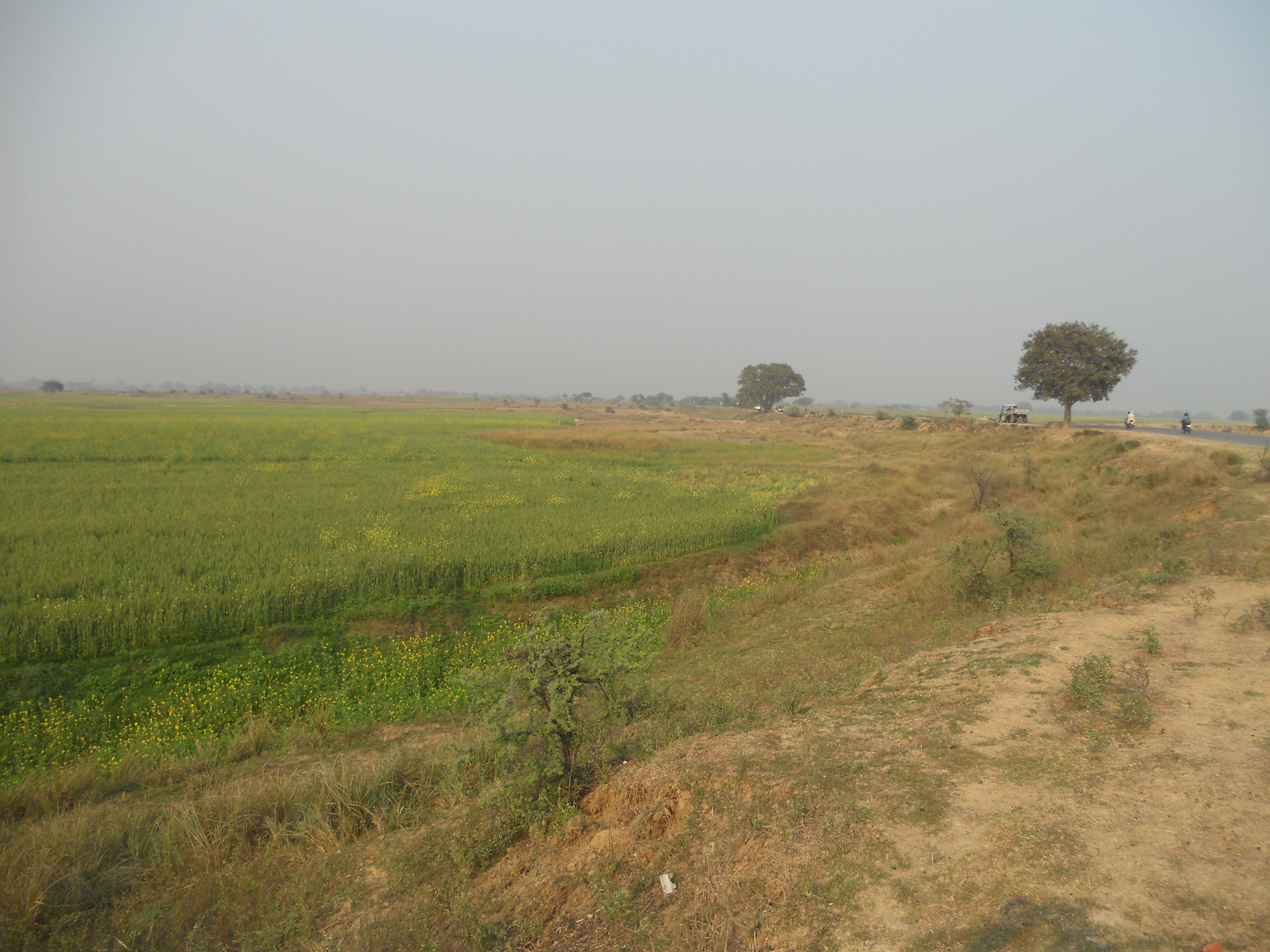
Reisfelder nahe der Stadt Buxar

Die Einwohnerzahl lag bei der Volkszählung 2011 bei 1.706.352. Die Bevölkerungswachstumsrate im Zeitraum von 2001 bis 2011 betrug 21,39 % und lag damit sehr hoch. Buxar hatte ein Geschlechterverhältnis von 922 Frauen pro 1000 Männer und damit den in Indien häufigen Männerüberschuss. Der Distrikt wies eine Alphabetisierungsrate von 70,14 % auf, eine Steigerung um knapp 14 Prozentpunkte gegenüber dem Jahr 2001. Die Alphabetisierung lag damit leicht unter dem nationalen Durchschnitt, jedoch über dem von Bihar. 93 % der Bevölkerung waren Hindus und 6 % Muslime.
Knapp 9,6 % der Bevölkerung lebten 2011 in Städten. Die größte Stadt war Buxar mit 102.861 Einwohnern.

## Wirtschaft
Der Distrikt ist landwirtschaftlich geprägt. Nach einer Erhebung aus dem Jahr 2012 wurde in der Kharif-Saison vorwiegend Reis (1094 km² Anbaufläche) sowie Mais (42 km²) angebaut und in der Rabi-Saison vorwiegend Weizen (815 km²), verschiedene Hülsenfrüchte (95 km²) und Acker-Senf (30 km²). An Gartenbauerzeugnissen waren von Bedeutung: Mangos (34 km²), Kartoffeln (34 km²) und Guaven (15 km²).